# Yuki Nakashima
Pour les articles homonymes, voir Nakajima.
Yuki Nakashima (中島 裕希, Nakashima Yuki) est un footballeur japonais né le 16 juin 1984. Il est attaquant.

## Palmarès
- Finaliste de la Coupe de la Ligue japonaise en 2003 avec les Kashima Antlers
- Champion de J-League 2 en 2009 avec le Vegalta Sendai